# 王毓瑚
王毓瑚（1907年—1980年），字连伯，男，直隶（今河北）高阳人，中国古农史学家、经济思想史学家，北京农业大学教授。